# Durchflussschauglas
Als Durchflussschauglas bezeichnet man ein Schauglas, das sich durch einen eindeutig abgrenzbaren Strömungsraum auszeichnet, der von einem Medium durchflossen wird.
Eine einfache Variante ist ein Rohrkörper, der mit Anschlussflanschen sowie zwei Sichtöffnungen versehen ist (Rohrschaugläser). Basierend auf dieser Grund-Bauform sind auch Mehrwege-Schauglasarmaturen sowie Gehäuse mit mehreren Sichtöffnungen möglich.

## Rohrschaugläser
Eine Sonderstellung unter den Durchflussschaugläsern nehmen die Rohrschaugläser ein. Während die meisten Schauglasarmaturen so weit wie möglich die Schauglasplatten gemäß DIN 7080 beinhalten, ist das zentrale Bauteil eines Rohrschauglases ein Glasrohr, meist aus Borosilikatglas. Dadurch entsteht ein nahezu totraumfreier Strömungsquerschnitt, aber der mögliche Betriebsdruck wird erheblich reduziert. Um die empfindliche Glasoberfläche vor Beschädigung im Betrieb zu schützen, wird oft zusätzlich ein Schlagschutz aus Plexiglas montiert.